# Шульц, Карл Генрих
Карл Генрих Шульц (нем. Carl Heinrich Schultz «Bipontinus»; 30 июня 1805 — 17 декабря 1867) — немецкий медик и ботаник, биолог, брат другого ботаника Фридриха Вильгельма Шульца.
Его имя часто дополняли латинизированым словом Bipontinus, указывавшим на его родной город нем. Zweibrücken, дословный перевод названия которого — два моста.
В 1840 году Шульц вместе с другими натуралистами из Пфальца и соседних районов основал научное общество «Pollichia». Название обществу было дано в честь ботаника Иоганна Адама Поллиха (1740—1780). С 1976 года принято официальное название общества «POLLICHIA Verein für Naturforschung und Landespflege e.V.»

## Труды
- Analysis Cichoriacearum Palatinatus, 1841
- Beitrag zur Geschichte und geographischen Verbreitung der Cassiniaceen, 1866